# Tricloruro di samario
Il tricloruro di samario, o cloruro di samario(III), è un composto inorganico di samario e cloruro. È un sale giallo pallido che assorbe rapidamente l'acqua per formare un esadrato SmCl3·6H2O. Il composto ha poche applicazioni pratiche, ma viene utilizzato nei laboratori per la ricerca su nuovi composti del samario.

## Struttura
Come molti cloruri correlati dei lantanidi e degli attinidi, il tricloruro di samario cristallizza in tricloruro di uranio (UCl3). I centri Sm3+ sono a nove coordinate, occupano siti prismatici trigonali con leganti cloruri aggiuntivi che occupano le tre facce quadrate.

## Preparazione e reazioni
Il tricloruro di samario è preparato tramite la via del "cloruro di ammonio", che prevede la sintesi iniziale di (NH4)2[SmCl5]. Questo materiale può essere preparato dai materiali di partenza comuni alle temperature di reazione di 230 °C dall'ossido di samario:
{\displaystyle {\ce {10NH4Cl\,+\,Sm2O3\to 2(NH4)2[SmCl5]\,+\,6NH3\,+\,3H2O}}}
Il pentacloruro viene quindi riscaldato a 350-400 °C con conseguente evoluzione del cloruro di ammonio e lasciando un residuo del tricloruro anidro:
{\displaystyle {\ce {(NH4)2[SmCl5]\to 2NH4Cl\,+\,SmCl3}}}
Può anche essere preparato da samario metallico e acido cloridrico:
{\displaystyle {\ce {2Sm\,+\,6HCl\to 2SmCl3\,+\,3H2}}}
Le soluzioni acquose di tricloruro di samario possono essere preparate sciogliendo il samario metallico o il carbonato di samario in acido cloridrico.
Il tricloruro di samario è un acido di Lewis moderatamente forte, che si classifica come "duro" secondo la teoria HSAB. Le soluzioni acquose di cloruro di samario possono essere utilizzate per preparare il trifluoruro di samario:
{\displaystyle {\ce {SmCl3\,+\,3KF\to SmF3\,+\,3KCl}}}

## Usi
Il tricloruro di samario viene utilizzato per la preparazione del samario metallico, che ha una varietà di usi, in particolare nei magneti. Il tricloruro di samario anidro viene miscelato con cloruro di sodio o cloruro di calcio per ottenere una miscela eutettica a basso punto di fusione. L'elettrolisi di questa soluzione salina fusa dà il metallo libero.

## In laboratorio
Il tricloruro di samario può essere utilizzato anche come punto di partenza per la preparazione di altri sali di samario. Il cloruro anidro viene utilizzato per preparare composti organometallici del samario, come i complessi di bis(pentametilciclopentadienil)alchilsamario(III).